# Jérôme Dutitre
Jérôme Dutitre est un footballeur puis entraîneur français, né le 10 août 1975 à Abbeville dans le département de la Somme.

## Biographie
Jérôme Dutitre est finaliste de la Coupe de France en 2000 alors que le club calaisien évolue en CFA (4e division). Il marque le but calaisien de la finale, perdue contre Nantes, 2-1 ,. Parallèlement à sa carrière de footballeur, il travaillait alors comme emploi jeune au club. Il dispute par ailleurs un match en Coupe Intertoto avec le club du RC Strasbourg .
En 1997 il signe en National au Angoulême FC ,. Il a joué 23 rencontres et a marqué 3 buts à la fin de la saison il termine 8e du championnat du Groupe B  avec son club.
En 1999 il s'engage au Calais Racing Union football club  .En 2000 il atteint la finale de Coupe de France avec son club perdue (2-1) contre le FC Nantes, la saison suivante il monte en national (D3 française) avec le CRUFC. Après huit années il décide de partir du club.
En 2007 il a rejoint SC Abbeville le club de sa ville natale  et devient entraîneur-joueur du club en 2010. En 2015 il décide d'arrêter sa carrière pour se convertir en entraîneur.
En 2015 il devient l'entraîneur de l'équipe première de l'Union sportive de Saint-Omer ,à la fin de la saison il n'est pas conservé par le club et décide de revenir au Calais Racing Union football club pour s'occuper des jeunes de la formation.

## Palmarès
- Vainqueur - Coupe d'Alsace en 1993 avec Racing Club de Strasbourg B
- Finaliste - Coupe de France en 2000 avec le Calais RUFC
- Champion - CFA2 (A) en 2003 avec le Calais RUFC
- Champion - CFA (A) en 2007 avec le Calais RUFC

## Carrière entraîneur
- 2010-2015 :  SC Abbeville
- 2015-2016 :  US Saint-Omer
- 2016-2017 :  Calais RUFC -19 ans
- 2019-2020 :  ÉF Reims Sainte-Anne -16 ans